# Girotondi
Con girotondi (o girotondismo) si intende chiamare dei movimenti di cittadini costituitisi nel 2002 nelle maggiori città italiane, con diverse denominazioni, in nome della difesa dei princìpi di democrazia e legalità. La loro nascita viene fatta risalire a Milano il 26 gennaio 2002, in occasione di una manifestazione di fronte al Palazzo di Giustizia.
I girotondi sono generalmente considerati movimenti "di sinistra" per la loro forte opposizione alla politica del governo in carica all'epoca, presieduto da Silvio Berlusconi; essi hanno tuttavia manifestato forti critiche anche ai partiti di sinistra, ritenendoli troppo blandi o compiacenti verso Berlusconi; per questo sono stati oggetto di attacchi da parte di politici come Massimo D'Alema. I girotondi, tuttavia, hanno coinvolto in maniera trasversale, rispetto ad una classificazione destra-sinistra, persone sensibili ai valori base della democrazia, della costituzione, della giustizia e della libertà di informazione.
Il termine deriva dal fatto che il movimento iniziò a manifestare creando girotondi attorno alle sedi di istituzioni e servizi pubblici ritenuti a rischio e dunque da difendere (diversamente dai sit-in). Si comincia con la giustizia e dunque i girotondi intorno ai Palazzi di Giustizia; poi tocca all'emittenza televisiva di Stato, dunque girotondi attorno alle sedi della Rai, ecc..

## Storia
Alle origini è un moto di protesta a salvaguardia della giustizia italiana, contro gli attacchi del governo Berlusconi II, e prende ispirazione dal discorso di inaugurazione dell'anno giudiziario 2002 di Milano: il 12 gennaio 2002 il procuratore generale di Milano, Francesco Saverio Borrelli, a difesa della magistratura, afferma che "ai guasti di un pericoloso sgretolamento della volontà generale, al naufragio della coscienza civica nella perdita del senso del diritto, ultimo, estremo baluardo della questione morale, è dovere della collettività resistere, resistere, resistere come su una irrinunciabile linea del Piave".
Il 19 gennaio Marina Astrologo e Silvia Bonucci organizzano una manifestazione a Roma davanti al Ministero di Grazia e Giustizia contro le ingerenze dell'esecutivo nei confronti del potere giudiziario. In totale verranno coinvolte 80 persone circa che, a manifestazione conclusa, decidono di autocostituirsi in Presìdi per la giustizia e di riconvocarsi nei due sabati successivi (26 gennaio e 2 febbraio). Aderiscono anche il Club Punto a capo di Arianna Montanari e il Club della libertà di Maria Giordano. Non vi è alcun girotondo, ma di fatto è la prima manifestazione sensibile di come certi settori dell'opinione pubblica solidarizzino con le parole di Borrelli.
Il 24 gennaio si tiene a Firenze la "marcia dei professori" con Francesco Pardi, detto Pancho, professore di urbanistica, e Paul Ginsborg, professore di storia contemporanea all'Università di Firenze. Un corteo di 12-15.000 persone sfila per Firenze malgrado la pioggia perché la "democrazia è in pericolo".
Due giorni dopo, a Milano, il gruppo PerManoPerLaDemocrazia crea il primo girotondo attorno al Palazzo di Giustizia. Viene creata una catena umana di 4.000 persone che costituisce il primo girotondo italiano. Ad organizzare il tutto sono Daria Colombo (moglie di Roberto Vecchioni), Ottavia Piccolo, Marina Ingrascì, Luigina Venturelli, Mauro Orlando, Claudio Rossoni, Simone Coggi e altri cittadini milanesi.
La notizia del girotondo di Milano giunge a Roma, e Silvia Bonucci decide di conoscere il gruppo PerManoPerLaDemocrazia e creare le prime forme di coordinamento.

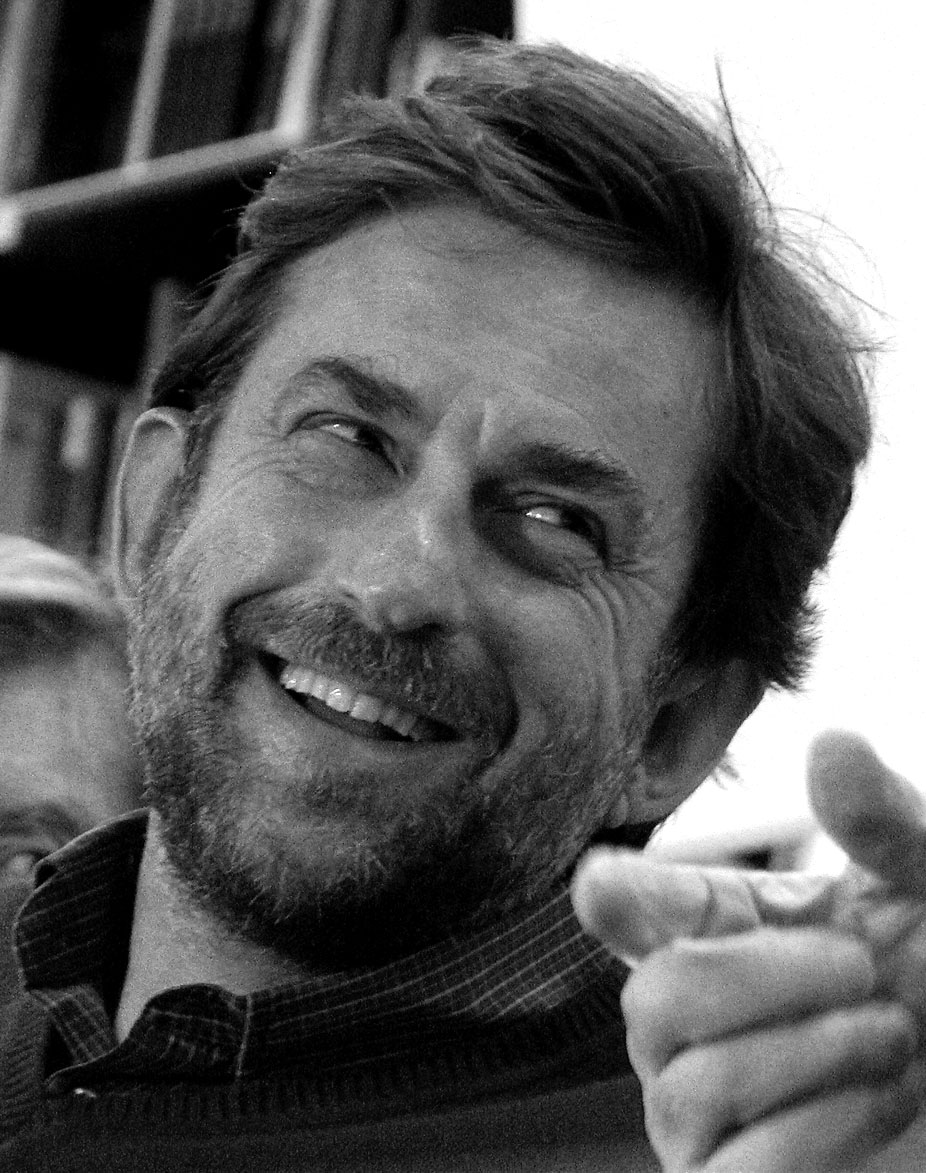
Nanni Moretti, tra i principali fautori del movimento girotondino.

Poi, il 2 febbraio, la svolta. Il comitato parlamentare di centrosinistra La legge è uguale per tutti (Tana De Zulueta, Patrizia Toia, Cinzia Dato, Loredana De Petris, Giuseppe Ayala, Marco Rizzo, Sandro Battisti e Nando dalla Chiesa che ne è portavoce), organizza una manifestazione a Roma in piazza Navona. Sono presenti in 4.000 e sul palco c'è la dirigenza della coalizione di opposizione de L'Ulivo, oltre a illustri intellettuali come Paolo Sylos Labini, Massimo Fini e "Pancho" Pardi. A fine serata prende parola anche il regista Nanni Moretti che, a sorpresa, attacca la dirigenza nazionale dell'Ulivo. Il grido disperato di Moretti fa il giro d'Italia e trova tanta solidarietà fra i militanti di sinistra. Nel suo grido, Moretti richiama anche la marcia dei professori di Firenze e definisce Pancho Pardi "nuovo leader dell'Ulivo".
Appena 15 giorni dopo, Moretti e altre 5-7.000 persone organizzano un girotondo attorno al Palazzo di Giustizia di Roma. C'è anche qualche politico come il segretario nazionale del Partito dei Comunisti Italiani, Oliviero Diliberto, che spiega: "A questa manifestazione abbiamo innanzitutto partecipato come cittadini indignati per quanto sta accadendo e poi come dirigenti politici. La grande riuscita di questa iniziativa vuol dire che vi è ancora molta voglia di combattere per una giustizia uguale per tutti e contro l'involuzione autoritaria del nostro paese".
Il 22 febbraio, il segretario nazionale dei Democratici di Sinistra, Piero Fassino, incontra Nanni Moretti come "rappresentante" dei girotondini d'Italia. Ma ormai il girotondismo ha preso coraggio e inizia ad organizzarsi. Non ha delle vere ambizioni elettorali, ma spera di essere il pungolo necessario per rivitalizzare il centrosinistra uscito sconfitto dalle elezioni politiche del 2001.
Il giorno dopo, 23 febbraio, al PalaVobis di Milano, in 40.000, grazie al tam tam telematico innescato da Giovanni Pecora attraverso il sito internet Manipulite.it, commemorano i 10 anni dalla nascita dell'operazione  Mani pulite: è La giornata della legalità. I posti disponibili erano appena 12.000, e dunque è un successo oltre ogni immaginazione. L'evento è organizzato dalla rivista MicroMega diretta da Paolo Flores d'Arcais che grida: "Tutti in piazza a dire basta a questo regime di menzogne e di bugie". L'evento vede la partecipazione anche del premio Nobel Dario Fo e trova sostegno in tanti artisti e intellettuali di sinistra.
Il 25 febbraio anche il presidente dei DS, Massimo D'Alema, va a Firenze a incontrare pubblicamente i professori leader dei girotondini. D'Alema è accolto da fischi, ma poi viene applaudito.
Il 27 febbraio è la volta di Napoli. Nella città partenopea l'associazione Assise per la legalità e la democrazia di Elena Coccia, con Iniziativa democratica forense di  Giuliana Quattromini e il gruppo Millepiedi di Eliana Minicozzi, realizza una fiaccolata di 20.000 persone da piazza del Gesù a piazza del Plebiscito. Vi prendono parte anche diversi rappresentanti dell'opposizione, come Antonio Bassolino, Antonio Di Pietro e Alfonso Pecoraro Scanio.
Il 2 marzo i girotondi sono in Piazza San Giovanni a Roma per la prima grande manifestazione nazionale dell'Ulivo dopo la sconfitta elettorale.
Il 9 marzo a Genova viene organizzata, dal locale comitato "La legge è uguale per tutti - piazza Navona a Genova", una manifestazione contro le leggi di riforma del falso in bilancio e delle rogatorie internazionali cui partecipano circa 4.000 persone. Solo una settimana dopo, una seconda manifestazione, in piazza Matteotti, raccoglie nuovamente circa 4.000 persone su iniziativa del movimento "16 marzo - Genova in piazza" lanciato con uno striscione dagli spalti del PalaVobis.
Il 10 marzo è la volta della difesa della Rai, come servizio pubblico a rischio indipendenza. Vengono organizzati girotondi contemporanei in oltre 19 città attorno a sedi Rai. La partecipazione è grande e vi presenziano anche i principali esponenti del PdCI, dei Verdi e della minoranza di sinistra dei DS (cosiddetto Correntone). Nascono i Girotondi per la democrazia.
Il 16 marzo Paolo Flores d'Arcais e Nanni Moretti incontrano a Roma l'arcipelago di sigle e persone nate soprattutto il 10 marzo. Una vera assemblea di coordinamento che decide di riunirsi nuovamente il 23 marzo, in occasione della manifestazione sindacale voluta per dire 'no' alle nuove Brigate Rosse e per difendere lo Statuto dei Lavoratori.
Il 13 aprile si fanno girotondi in tutta Italia per difendere la scuola pubblica contro la riforma del ministro Letizia Moratti, i tagli ai fondi pubblici per la ricerca scientifica e l'Università, e per una scuola pubblica. A Roma si manifesta davanti al Ministero dell'Istruzione, nelle altre città davanti ai Provveditorati agli Studi.
Il 20 aprile Bo.Bi. (Boicottiamo il Biscione) di Gianfranco Mascia, con "Girotondi" in numerose città d'Italia, lancia la Giornata dell'Os.Te. (Oscuriamo la Televisione), contro la legge del conflitto di interessi di Franco Frattini che non prevede sanzioni per Berlusconi Presidente del Consiglio e proprietario di Mediaset.
Quello stesso giorno, a Roma, Serena Dandini, Fiorella Mannoia, Paolo Flores d'Arcais e Nanni Moretti convocano al Teatro Ambra Jovinelli una manifestazione per protestare contro il cosiddetto "editto bulgaro", ovvero la richiesta di Berlusconi di espellere dalla Rai Enzo Biagi, Michele Santoro e Daniele Luttazzi.
Il 23 aprile, alla Casa del Popolo di San Bartolo a Cintoia, il Laboratorio per la democrazia di Firenze tiene un incontro su libertà e pluralismo dell'informazione con Norma Rangeri, Curzio Maltese, Michele Santoro e Sandro Ruotolo.
Il 5 maggio si tiene a Bologna il terzo incontro di coordinamento.
Il 31 luglio si manifesta davanti a Palazzo Madama, sede del Senato, contro l'approvazione della legge Cirami.
Il 14 settembre è l'apice del movimento. Viene indetta a Roma una grande manifestazione denominata "Una festa di protesta". La partecipazione popolare è enorme, tant'è vero che pochi giorni prima viene deciso di spostarla da Piazza del Popolo alla ben più capiente Piazza San Giovanni, che risulterà comunque gremita. Dal palco parlano Nanni Moretti, don Luigi Ciotti, Rita Borsellino, Gino Strada, Federico Orlando, Paolo Flores d'Arcais, Furio Colombo, Francesco Pardi, Daria Colombo, Vittorio Foa, con la partecipazione di numerosi artisti tra i quali Francesco De Gregori, Fiorella Mannoia e Roberto Vecchioni. A Nanni Moretti spetta il discorso introduttivo, nel corso del quale chiarisce: "Noi continueremo a delegare ai partiti, ma visto che un po' ci siamo svegliati la nostra delega non sarà sempre in bianco".
A gennaio del 2003, nel palazzetto dello sport di Firenze durante il primo anniversario, per acclamazione Sergio Cofferati diveniva leader della sinistra movimentista dei girotondi. Come ricordava Paolo Flores D'arcais: "Ma i Girotondi non si danno alcuna struttura organizzativa, si illudono di poter far cambiare i DS; e Cofferati, finito il suo mandato di segretario della CGIL e tornato al lavoro alla Pirelli, accetta la richiesta di D’Alema di fare il sindaco di Bologna, anziché candidarsi contro di lui (come aveva promesso ai Girotondi!)". Di lì a poco, il movimento si estinguerà.